# Tsavobracon erlangeri
Tsavobracon erlangeri är en stekelart som först beskrevs av Szepligeti 1914.  Tsavobracon erlangeri ingår i släktet Tsavobracon och familjen bracksteklar. Inga underarter finns listade i Catalogue of Life.